# 姜思岐
姜思岐（1999年—）是中国模特、主持人、活动推广人，曾获2021年世界小姐中国冠军，毕业于华中师范大学计算机学院。
除了参加选美比赛，姜思岐还积极参与组织和推动各类美容文化活动，曾担任2022年澳门环球小姐大赛、2022年加拿大环球太太大赛总决赛、2023年中華小姐環球大賽等选美比赛嘉宾和评委，并参与选手培训。她在选美行业担任多个职位，包括中国区环球先生大赛、国际潜水小姐大赛和世界小姐新雪谷赛区的总监，负责选拔和培训中国选手。